# Episodi di Kick Chiapposky - Aspirante stuntman (prima stagione)
La prima stagione di Kick Chiapposky - Aspirante stuntman è andata in onda negli Stati Uniti dal 13 febbraio 2010. 
In Italia è trasmessa dal 26 aprile 2010.
| nº | Titolo originale              | Titolo italiano                           | Prima TV USA     | Prima TV Italia |
| -- | ----------------------------- | ----------------------------------------- | ---------------- | --------------- |
| 1  | Dead Man's Drop               | Il dirupo della morte                     | 13 febbraio 2010 | 26 aprile 2010  |
| 1  | Stumped                       | Billy Moncherino                          | 13 febbraio 2010 | 26 aprile 2010  |
| 2  | If Books Could Kill           | La bibliotecaria malvagia                 | 13 febbraio 2010 | 3 maggio 2010   |
| 2  | There Will Be Nachos          | La festa di Brad                          | 13 febbraio 2010 | 3 maggio 2010   |
| 3  | Kicked Out                    | Un posto speciale                         | 20 febbraio 2010 | 10 maggio 2010  |
| 3  | Kick the Habit                | 24 ore senza acrobazie                    | 20 febbraio 2010 | 10 maggio 2010  |
| 4  | Knocked Out                   | Kick K.O.                                 | 27 febbraio 2010 | 17 maggio 2010  |
| 4  | Not Without My Cereal         | Prova a prendermi                         | 27 febbraio 2010 | 17 maggio 2010  |
| 5  | Kickasaurus Wrecks            | Kickasaurus Robot                         | 6 marzo 2010     | 24 maggio 2010  |
| 5  | Battle for the 'Snax          | La battaglia dei vichinghi                | 6 marzo 2010     | 24 maggio 2010  |
| 6  | Obsession: For Kick           | Tutti pazzi per Kick                      | 13 marzo 2010    | 31 maggio 2010  |
| 6  | Flush and Release             | Scaricato e ritrovato                     | 13 marzo 2010    | 31 maggio 2010  |
| 7  | Snowpolcalypse!               | La nevicata apocalittica!                 | 20 marzo 2010    | 7 giugno 2010   |
| 7  | According to Chimp            | Uno scimpanzé a Mellowbrook               | 20 marzo 2010    | 7 giugno 2010   |
| 8  | Runaway Recital               | Concerto itinerante                       | 27 marzo 2010    | 14 giugno 2010  |
| 8  | Trike X-5                     | Triciclo X-5                              | 27 marzo 2010    | 14 giugno 2010  |
| 9  | Drop Kick                     | A lezione di wrestling                    | 1º maggio 2010   | 21 giugno 2010  |
| 9  | Box Office Blitz              | Blitz in biglietteria                     | 1º maggio 2010   | 21 giugno 2010  |
| 10 | Those Who Camp, Do            | La vita selvaggia del campeggiatore       | 8 maggio 2010    | 2010            |
| 10 | Dog Gone                      | Una giornata con Oscar                    | 8 maggio 2010    | 2010            |
| 11 | Dad's Car                     | L'auto di papà                            | 15 maggio 2010   | 2010            |
| 11 | The Treasure of Dead Man Dave | Lo skate leggendario                      | 15 maggio 2010   | 2010            |
| 12 | For the Love of Gunther       | Gunther innamorato                        | 22 maggio 2010   | 2010            |
| 12 | Father From the Truth         | La giornata del papà                      | 22 maggio 2010   | 2010            |
| 13 | Mellowbrook Drift             | Le leggi della fisica                     | 21 giugno 2010   | 2010            |
| 13 | Gift of Wacky                 | Un regalo speciale                        | 21 giugno 2010   | 2010            |
| 14 | Exposed!                      | Il casco di Kick                          | 21 giugno 2010   | 2010            |
| 14 | Wade Against The Machine      | Wade contro il sistema                    | 21 giugno 2010   | 2010            |
| 15 | Things That Make You Go Boom  | L'acrobazia assoluta                      | 22 agosto 2010   | 2010            |
| 15 | Kyle Be Back                  | Il cugino Kyle                            | 22 agosto 2010   | 2010            |
| 16 | Rank of Awesome               | La classifica dei magnifici               | 2 ottobre 2010   | 2010            |
| 16 | A Very Buttowski Mother's Day | Una colazione... per la festa della mamma | 2 ottobre 2010   | 2010            |
| 17 | Abandon Friendship!           | Come salvare un'amicizia                  | 23 ottobre 2010  | 2010            |
| 17 | Braking the Grade             | Il giorno più bello dell'anno             | 23 ottobre 2010  | 2010            |
| 18 | Dancing With the Enemy        | Ballando con il nemico                    | 30 ottobre 2010  | 2010            |
| 18 | Tattler's Tale                | La storia della spiona                    | 30 ottobre 2010  | 2010            |
| 19 | Morning Rush                  | Sprint mattutino                          | 6 novembre 2010  | 2010            |
| 19 | A Fist Full of Ice Cream      | Per un pugno di gelato                    | 6 novembre 2010  | 2010            |
| 20 | Frame Story                   | A caccia di indizi                        | 25 novembre 2010 | 2011            |
| 20 | And... Action!                | E... azione                               | 25 novembre 2010 | 2011            |